# متی‌زولام
متی‌زولام (انگلیسی: Metizolam) یک تینوتریازولودیازپین است که آنالوگ دمتیل شده اتیزولام است.